# Осоево
Осоево — деревня в Петровском сельском поселении Ростовского района Ярославской области России.
Расположена в лесистой местности в 22 км к югу от Ростова. К югу от деревни находится заболоченное озеро Осоево (исток реки Пулохма).

## История
До 1764 года Осоево принадлежало Воскресенскому, что в Караше, монастырю и здесь находился в то время монастырский скотный двор. Сельская каменная пятиглавая церковь с колокольней во имя Покрова Пресвятой Богородицы построена в 1802 году прихожанами, до каменной здесь была церковь деревянная, которую разрушили в 1802 году.
В конце XIX — начале XX село входило в состав Перовской волости Ростовского уезда Ярославской губернии. В 1885 году в селе было 20 дворов.
С 1929 года село входило в состав Перовского сельсовета Ростовского района, в 1935 — 1959 годах — в составе Петровского района, с 2005 года — в составе сельского поселения Петровское.

## Население
| 1859 | 1914 | 2007 | 2010 |
| ---- | ---- | ---- | ---- |
| 108  | ↗128 | ↘0   | →0   |

## Достопримечательности
В деревне сохранилась церковь Покрова Пресвятой Богородицы 1793—1802 годов постройки (в аварийном состоянии).